# Bidiene
Il Bidiene è un fiume della provincia di Nuoro che scorre a Macomer.

## Corso
Nasce dal monte Santo Padre a 1025 m s.l.m. e sfocia nel rio Murtazzulu.